# فروشنده لباس زیر
فروشنده لباس زیر با نام اصلی اون کالاها مال منه! (انگلیسی: That's My Line) یک فیلم کوتاه کمدی به کارگردانی راسکو آرباکل است که در سال ۱۹۳۱ منتشر شد.

## گزیدهٔ بازیگران
- پال هرست
- جینو کورادو
- اَل تامپسون
- گلن کاوندر